# Gloria Conyers Hewitt
Gloria Conyers Hewitt (Sumter, Carolina do Sul, 26 de outubro de 1935) é uma matemática estadunidense, a quarta mulher afro-estadunidense a obter um PhD em matemática. Seu interesses principais de pesquisa foram teoria de grupos e álgebra abstrata. É a primeira afro-estadunidense a dirigir um departamento de matemática nos Estados Unidos.

## Publicações selecionadas
- Gloria Conyers Hewitt and Francis T. Hannick (1989), "Characterizations of generalized Noetherian rings," Acta Math. Hungar. 53, 61–73. 16A90 (16A33, 16A52)
- Gloria Conyers Hewitt (1978), "A one model approach to group theory," Report, University of Montana.
- Gloria Conyers Hewitt (1979), "Emmy Noether’s notions of finiteness conditions—revisited," Report, University of Montana.
- Gloria Conyers Hewitt (1967), "Limits in certain classes of abstract algebras," Pacific J. Math. 22, 109–115. 08.10
- Gloria Conyers Hewitt (1979), "On ℵ-noetherian conditions," Notices of the American Mathematical Society. 26: A-55.
- Gloria Conyers Hewitt (1963), "The existence of free unions in classes of abstract algebras," Proc. Amer. Math. Soc. 14, 417–422. 08.30
- Gloria Conyers Hewitt (1979), "The status of women in mathematics," Annals of the New York Academy of Science. 323
- Gloria Conyers Hewitt (1971), "Women in mathematics," Monthly, MAA, November 1971